# Norovirus
Die Gattung Norovirus umfasst unbehüllte Viren mit einer einzelsträngigen RNA mit positiver Polarität (ss(+)RNA) aus der Familie Caliciviridae. Bisher wurden verschiedene Norovirus-Spezies beim Menschen sowie bei Rindern, Schweinen, Mäusen und Austern entdeckt. Besonders die humanen Noroviren haben als Erreger einer viralen Gastroenteritis eine große medizinische Bedeutung.
Der Name Norovirus ist abgeleitet von Norwalk-Virus, der Bezeichnung für die Typspezies der Gattung.

## Erstbeschreibung
Die Typspezies der Gattung Norovirus, das Norwalk-Virus, wurde in Stuhlproben eines viralen Gastroenteritis-Ausbruchs von 1968 in Norwalk, Ohio, durch Immunelektronenmikroskopie 1972 erstmals morphologisch charakterisiert. Um den Zusammenhang zwischen dem gefundenen Virus und einer Erkrankung an Gastroenteritis beweisen zu können, wurde gereinigtes Stuhl-Ultrafiltrat (gewonnen aus menschlichem Kot erkrankter Patienten) an freiwillige Personen oral verabreicht, die anschließend ebenfalls erkrankten.

## Morphologie

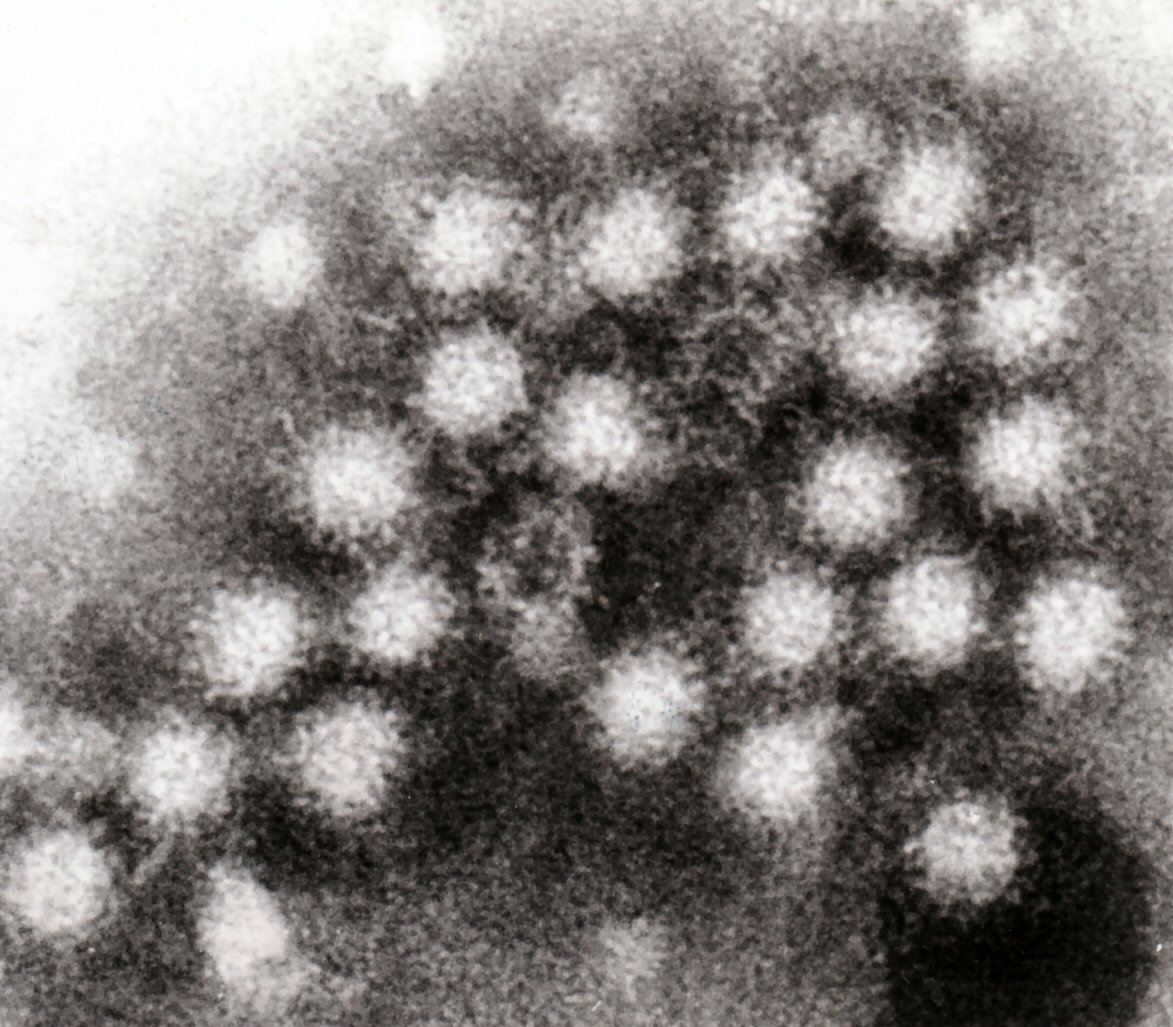
Transmissionselektronenmikroskopische Aufnahme von Norovirus-Partikeln im Stuhl

Große (T=3) und kleine (T=1) Virionen des Murinen Norovirus

Noroviren bestehen aus einem unbehüllten, ikosaedrischen (zwanzigflächigen) Kapsid, das von dem Hauptkapsidprotein (englisch major capsid protein, MCP) mit Bezeichnung VP1 gebildet wird. VP1-Proteine können sich zusammensetzen zu größeren Kapsiden, die aus 180 Proteinen bestehen, einen Durchmesser von 38 bis 40 nm haben und eine T=3-Symmetrie aufweisen; sie können auch zu kleineren Kapsiden (23 nm) aus 60 VP1-Proteinen mit T=1-Symmetrie assemblieren. Beide Strukturen werden im elektronenmikroskopischen Bild als runde Gebilde mit unscharfem Rand dargestellt (siehe Abbildung).
Am Bau der Proteinkapsel eines Virions ist außerdem ein Nebenkapsidprotein (englisch minor capsid protein, mCP) beteiligt, das sich innenseitig befindet. Biochemische Studien zeigten, dass es an der inneren Seite des Kapsids bindet und die Stabilität des Kapsids erhöht. Im Inneren des Kapsids liegt das Virusgenom als positive Einzelstrang-RNA (ss(+)RNA) vor. An das 5′-Ende der RNA des Genoms ist das VPg-Protein kovalent gebunden, ihr 3′-Ende ist polyadenyliert.

## Genom

Genomkarte der Gattung Norovirus

Das einzelsträngige RNA-Genom der Noroviren ist etwa 7,3 bis 7,7 kb groß und umfasst drei teilweise überlappende offene Leserahmen (ORFs).
Der ORF1 codiert für ein Polyprotein, welches nach der Translation von einer viralen Protease in sechs nicht-strukturelle Proteine geschnitten wird (NS 1/2 – NS 7; die Nummerierung entspricht der Anordnung der für die Proteine codierenden Gene auf dem Genom). Hierzu zählen unter anderem die virale RNA-Polymerase (NS 7) und die virale Protease (NS 6). Durch ORF2 ist das Kapsidprotein VP1 codiert und durch ORF3 das virion-assoziierte Strukturprotein VP2 unbekannter Funktion. Das Genom der Noroviren kann bei Infektion einer Zelle mit verschiedenen Stämmen oder Varianten durch Rekombination sehr effektiv neue Varianten und Subtypen hervorbringen. Ein den Influenzaviren ähnlicher Antigendrift und ein Antigenshift werden auch bei einigen Spezies der Noroviren beobachtet.
Eine hypervariable Region befindet sich in der P2-Domäne des VP1 Proteins, welche an der Außenseite des Viruskapsids liegt und als Bindestelle für Antikörper dient, somit besonders starker Selektion durch das Immunsystem ausgesetzt ist.
In einer Studie von 2017 hat die Gruppe um Parra und Green umfangreiche Datensätze zu menschlichen Norovirus-Infektionen durchforstet und die ss(+)RNA von über 20 Genotypen beider Genotypgruppen I und II hinsichtlich der im Laufe von Jahren angesammelten Mutationen verglichen. Während das Genom der übrigen untersuchten Genotypen relativ stabil blieb, änderte sich das Norovirus des Typs GII.4 rasch. Es evolvierte sowohl in einem Wirt wie auch im Wechsel von einem Wirt zum anderen; insbesondere durch Sequenzänderung im ORF2 entstanden zahlreiche Varianten dieses Genotyps mit unterschiedlichem VP1-Protein. Die demgegenüber eher statischen anderen Genotypen ließen sich hinsichtlich ihrer Antigene in mehrere Untergruppen zusammenfassen, die womöglich einem „Immunotyp“ entsprechen, was die Entwicklung von Impfstoffen vereinfachen würde.

## Replikationszyklus
Der Replikationszyklus ist erst teilweise verstanden. Die meisten Experimente wurden mit dem Murinen Norovirus-Subtyp durchgeführt.
Es wird angenommen, dass Histo-Blutgruppenantigene, zu welchen das AB0-System der Blutgruppen, die Vorläufersubstanz H und die Lewis-Antigene gehören, entscheidend für die Bindung des Virus an seine Wirtszelle sind. Die Antigene sind auf roten Blutkörperchen wie auch auf Epithel- und Endothelzellen vorhanden. Ein Zelltropismus wurde für das Murine Norovirus beobachtet, das Virus infiziert sowohl Lymphocyten wie auch Enterozyten. Humane Norovirus-Subtypen konnten in vitro sowohl in B-Lymphozyten als auch in aus Stammzellen gezüchteten Darm-Organoiden repliziert werden, jedoch nur in geringen Mengen.
Nach der Aufnahme des Virus durch die Wirtszelle wird die virale mRNA durch die wirtseigene RNA-Polymerase abgelesen und translatiert. Dabei dient VPg (NS 5), welches kovalent am 5’-Ende des mRNA-Strangs gebunden ist, als Proteinprimer. Darüber hinaus spielt VPg bei der Initiation der Translation eine Rolle. Translation der einzelnen Proteine erfolgt durch Leaky-Scanning und Translations-Reinitiation.  Die virale Protease (NS 6) teilt das neu entstandene Polyprotein in einzelne nicht-strukturelle Proteine, die zur Replikation des Virus benötigt werden. Virale mRNA wird im Cytoplasma durch die RNA-abhängige RNA-Polymerase (NS 7) dupliziert. Da diese, ähnlich wie bei anderen RNA-Viren, keine Korrekturfunktion besitzt, hat die neuerzeugte RNA eine deutlich erhöhte Mutationsrate (Einbau einer Mutation pro 10000 bp). Das führt zur Bildung von Quasispezies, welche eine schnelle Adaptation und Immunevasion erlauben.  Das Kapsidprotein VP1 bildet das Kapsid, in welches die virale mRNA verpackt wird, bevor das Virus die Zelle verlässt.
Für die nicht-strukturellen Proteine NS1/2, NS 3 und NS4, auch bekannt unter den Namen p48, NTPase und p22, wurden immunregulierende Funktionen beobachtet.

## Systematik
- Gattung Norovirus (veraltet Norwalk-like virus)

- Spezies Norwalk-Virus (Humanes Norovirus, en. Norwalk virus)

vorläufig (per Vorschlag) klassifizierte Kandidaten:
- Spezies ‚Humanes Norovirus-Alphatron‘
- Spezies ‚Humanes Norovirus Saitama‘
- Spezies ‚Bovines Norovirus-CH126‘
- Spezies ‚Bovines Norovirus-Jena‘
- Spezies ‚Murines Norovirus 1‘
- Spezies ‚Porcines Norovirus‘ (Norovirus des Schweines)
- Spezies ‚Norovirus der Auster‘

## Humane Noroviren
Für Informationen über die klinischen Verläufe, Übertragungen, Epidemiologie etc. siehe Humane Noroviren (Norwalk-Virus).